# سیمونه پروتا
سیمونه پروتا (به ایتالیایی: Simone Perrotta) که دارای اصلیتی ایتالیایی می‌باشد در ۱۷ سپتامبر ۱۹۷۷ در انگلستان به دنیا آمد. پست او هافبک و قد او ۱٫۷۸ متر است و اکنون بازنشسته است

## زندگی ورزشی

### رده باشگاهی
در سال ۱۹۹۵ به رجینا پیوست و پس از سه فصل حضور در این تیم با انجام ۷۷ بازی و یک گل زده به یوونتوس پیوست.
فصل ۱۹۹۸/۹۹ را با ۵ بازی و بدون گل زده در یوونتوس گذراند. فصل بعد باری را به عنوان مقصد بعدی خود انتخاب کرد. در دو سالی که در این تیم بود ۵۶ بازی انجام داد و یک گل هم به ثمر رساند.
مقصد بعدی او کیه وو بود که در سه فصلی که در این تیم حضور داشت موفق به انجام ۹۵ بازی و ۶ گل زده شد.
سرانجام در سال ۲۰۰۴ به آ اس رم ایتالیا پیوست که تیم کنونی او نیز می‌باشد.
او اکنون هفتمین سال حضور خود در شهر رم را سپری می‌کند.

### رده ملی
وی از سال ۹۸ تا ۲۰۰۰ برای تیم ملی زیر ۲۱ سال ایتالیا ۶ بازی و یک گل زده را به نام خود به ثبت رساند. از سال ۲۰۰۲ تا ۲۰۰۹ نیز موفق شد ۴۸ بازی برای تیم بزرگسالان ایتالیا انجام دهد که در این مدت دو گل نیز برای تیم ملی ایتالیا به ثمر رساند.

## افتخارات

### آ اس رم
- سری آ:

نایب قهرمانی در سال‌های ۲۰۰۶،۲۰۰۷،۲۰۰۸،۲۰۱۰
- کوپا ایتالیا:

قهرمانی در سال‌های ۲۰۰۷ و ۲۰۰۸
نایب قهرمانی در سال‌های ۲۰۰۵،۲۰۰۶،۲۰۱۰
- سوپرکاپ ایتالیا:

قهرمانی در سال ۲۰۰۷
نایب قهرمانی در سال‌های ۲۰۰۶،۲۰۰۸،۲۰۱۰

### تیم ملی ایتالیا
- قهرمانی در جام جهانی ۲۰۰۶
- قهرمانی در جام جوانان زیر ۲۱ ساله‌های اروپا سال ۲۰۰۰